# Provinz Barcelona
Die Provinz Barcelona ist die nach Einwohnern zweitgrößte Provinz Spaniens. Sie liegt in der Autonomen Gemeinschaft Katalonien, Verwaltungssitz ist Barcelona.

## Lage
Die Provinz grenzt – beginnend im Norden, im Uhrzeigersinn – an die Provinz Girona, das Mittelmeer sowie an die Provinzen Tarragona und Lleida. Sämtliche Nachbarprovinzen gehören ebenfalls zu Katalonien.

## Verwaltungsgliederung

### Comarcas

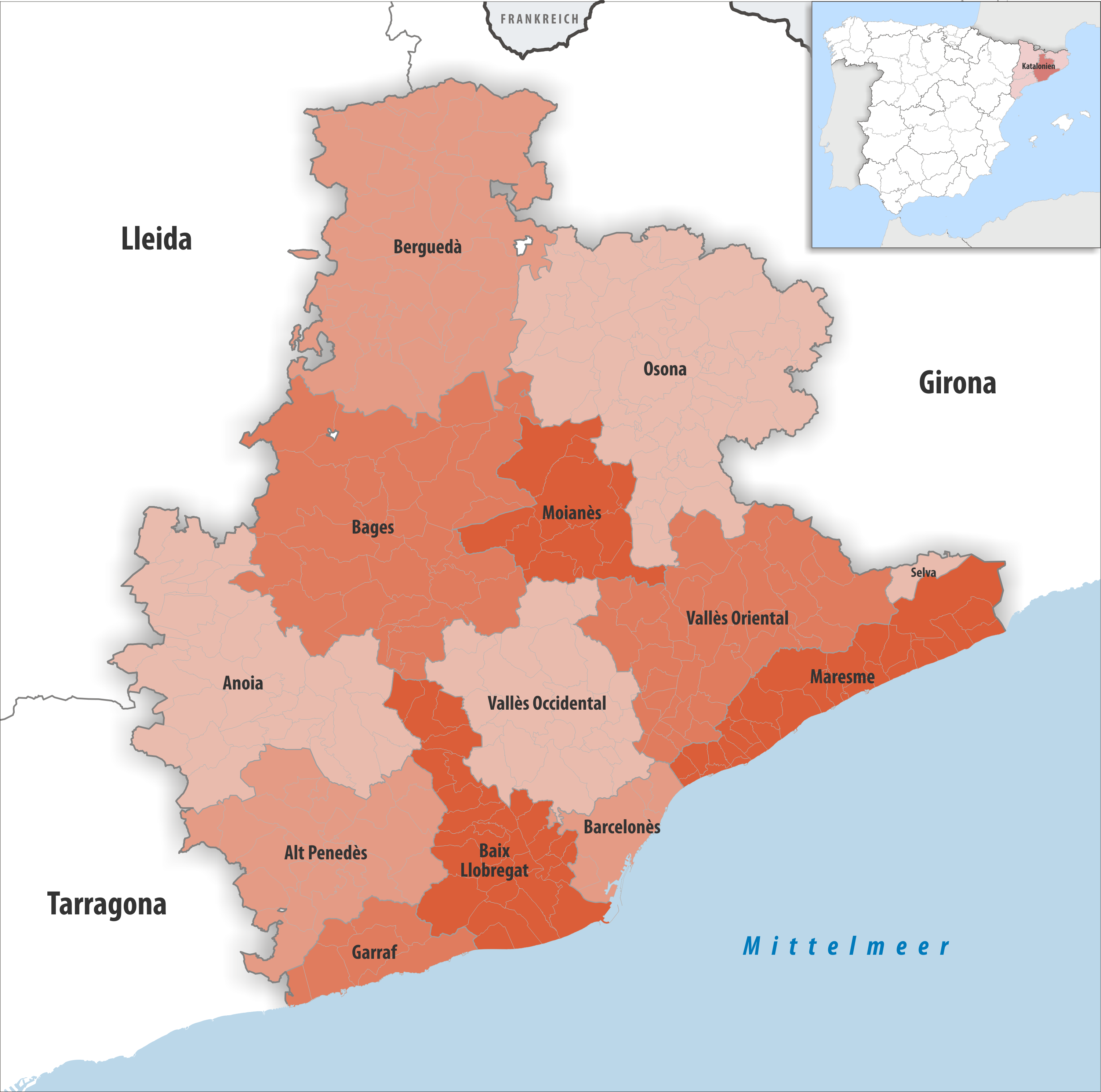
Comarcas in der Provinz Barcelona

| Comarca           | Gemeinden | Einwohner (2024) | Fläche km² | Dichte Einw./km² | Hauptort                |
| ----------------- | --------- | ---------------- | ---------- | ---------------- | ----------------------- |
| Alt Penedès       | 27        | 114.215          | 593,06     | 193              | Vilafranca del Penedès  |
| Anoia             | 33        | 128.199          | 867,69     | 148              | Igualada                |
| Bages             | 30        | 185.973          | 1.093,16   | 170              | Manresa                 |
| Baix Llobregat    | 30        | 850.605          | 485,80     | 1.751            | Sant Feliu de Llobregat |
| Barcelonès        | 5         | 2.369.316        | 143,65     | 16.494           | Barcelona               |
| Berguedà          | 30        | 40.798           | 1.129,25   | 36               | Berga (Barcelona)       |
| Garraf            | 6         | 161.973          | 184,59     | 877              | Vilanova i la Geltrú    |
| Maresme           | 30        | 474.012          | 397,37     | 1.193            | Mataró                  |
| Moianès           | 10        | 14.790           | 337,69     | 44               | Moià                    |
| Osona             | 47        | 168.459          | 1.144,05   | 147              | Vic                     |
| Selva             | 1         | 1.680            | 32,28      | 52               | Santa Coloma de Farners |
| Vallès Occidental | 23        | 961.459          | 583,06     | 1.649            | Sabadell, Terrassa      |
| Vallès Oriental   | 39        | 427.584          | 736,55     | 581              | Granollers              |
| Provinz Barcelona | 311       | 5.899.063        | 7.728,20   | 763              | Barcelona               |

### Gerichtsbezirke

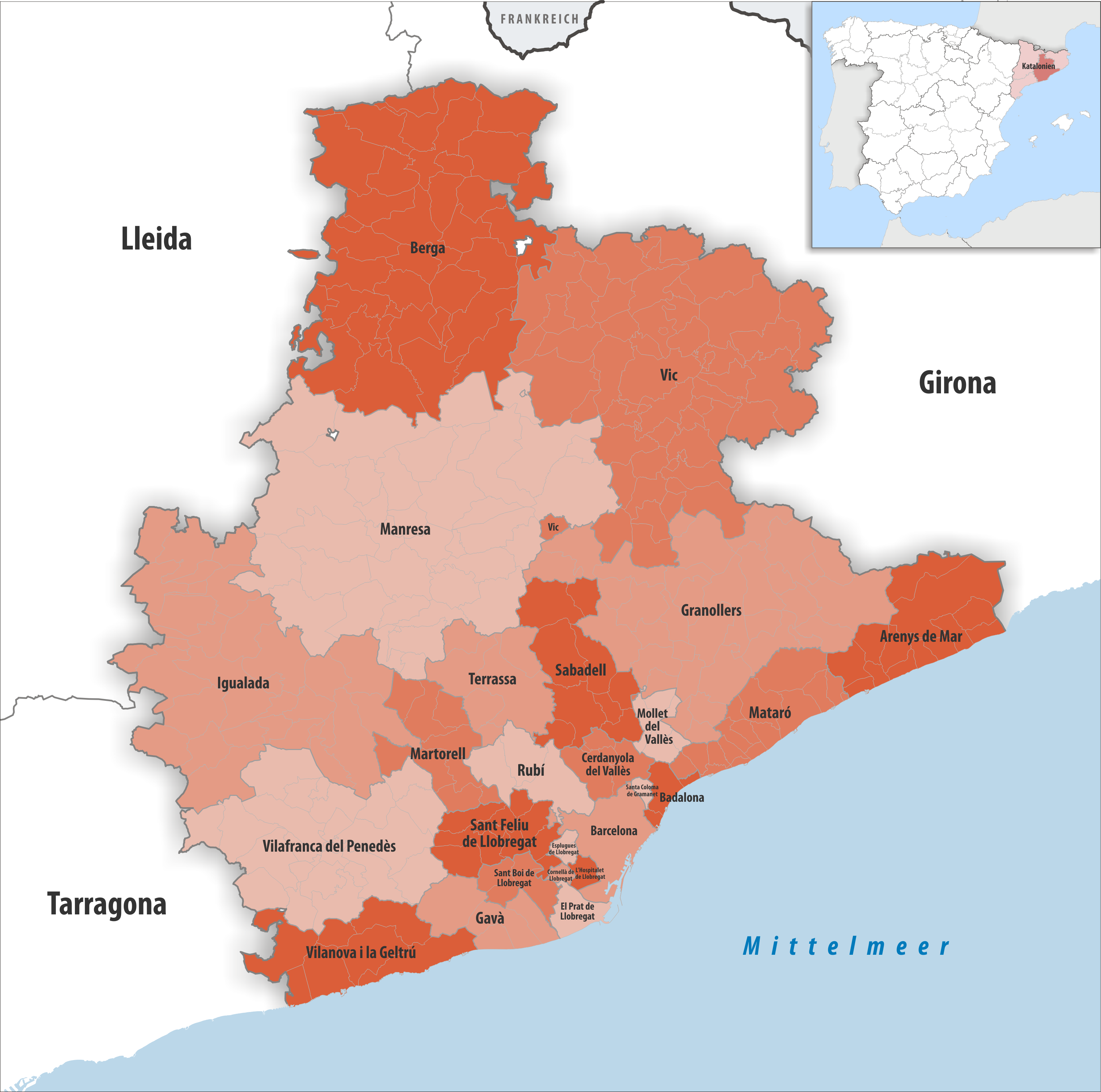
Gerichtsbezirke in der Provinz Barcelona

| Gerichtsbezirk            | Gemeinden | Einwohner (2024) | Fläche km² | Dichte Einw./km² | Hauptquartier             |
| ------------------------- | --------- | ---------------- | ---------- | ---------------- | ------------------------- |
| Arenys de Mar             | 13        | 155.982          | 247,39     | 631              | Arenys de Mar             |
| Badalona                  | 3         | 278.198          | 27,59      | 10.083           | Badalona                  |
| Barcelona                 | 1         | 1.702.547        | 98,21      | 17.336           | Barcelona                 |
| Berga                     | 30        | 40.798           | 1.129,25   | 36               | Berga                     |
| Cerdanyola del Vallès     | 5         | 181.408          | 67,83      | 2.674            | Cerdanyola del Vallès     |
| Cornellà de Llobregat     | 1         | 91.589           | 6,82       | 13.429           | Cornellà de Llobregat     |
| Esplugues de Llobregat    | 2         | 68.494           | 12,33      | 5.555            | Esplugues de Llobregat    |
| Gavà                      | 4         | 192.267          | 114,15     | 1.684            | Gavà                      |
| Granollers                | 35        | 322.868          | 769,65     | 419              | Granollers                |
| L’Hospitalet de Llobregat | 1         | 39.973           | 13,62      | 2.935            | L’Hospitalet de Llobregat |
| Igualada                  | 32        | 118.161          | 850,57     | 139              | Igualada                  |
| Manresa                   | 35        | 196.064          | 1.300,60   | 151              | Manresa                   |
| Martorell                 | 9         | 140.863          | 152,53     | 924              | Martorell                 |
| Mataró                    | 17        | 307.085          | 179,40     | 1.712            | Mataró                    |
| Mollet del Vallès         | 7         | 108.242          | 48,09      | 2.251            | Mollet del Vallès         |
| El Prat de Llobregat      | 1         | 66.184           | 31,53      | 2.099            | El Prat de Llobregat      |
| Rubí                      | 3         | 193.125          | 111,51     | 1.732            | Rubí                      |
| Sabadell                  | 9         | 329.942          | 222,42     | 1.483            | Sabadell                  |
| Sant Boi de Llobregat     | 4         | 103.503          | 54,09      | 1.914            | Sant Boi de Llobregat     |
| Sant Feliu de Llobregat   | 10        | 197.743          | 131,47     | 1.504            | Sant Feliu de Llobregat   |
| Santa Coloma de Gramenet  | 1         | 121.203          | 7,09       | 17.095           | Santa Coloma de Gramenet  |
| Terrassa                  | 6         | 256.984          | 181,30     | 1.417            | Terrassa                  |
| Vic                       | 49        | 169.632          | 1.193,11   | 142              | Vic                       |
| Vilafranca del Penedès    | 26        | 111.541          | 545,87     | 204              | Vilafranca del Penedès    |
| Vilanova i la Geltrú      | 7         | 164.647          | 231,78     | 710              | Vilanova i la Geltrú      |
| Provinz Barcelona         | 311       | 5.899.063        | 7.728,20   | 763              | Barcelona                 |

## Größte Orte
Stand: 2024
| Gemeinde                  | Spanischer Name          | Einwohner |
| ------------------------- | ------------------------ | --------- |
| Barcelona                 | Barcelona                | 1.702.547 |
| L’Hospitalet de Llobregat | Hospitalet               | 279.993   |
| Terrassa                  | Tarrasa                  | 228.708   |
| Badalona                  | Badalona                 | 227.083   |
| Sabadell                  | Sabadell                 | 222.177   |
| Mataró                    | Mataró                   | 131.798   |
| Santa Coloma de Gramenet  | Santa Coloma de Gramanet | 121.203   |
| Sant Cugat del Vallès     | San Cugat del Vallés     | 98.621    |
| Cornellà de Llobregat     | Cornellá                 | 91.589    |
| Sant Boi de Llobregat     | San Baudilio             | 84.831    |
| Rubí                      | Rubí                     | 81.532    |
| Manresa                   | Manresa                  | 80.201    |
| Vilanova i la Geltrú      | Villanueva y Geltru      | 70.418    |
| Castelldefels             | Casteldefels             | 69.450    |
| Viladecans                | Viladecans               | 67.348    |
| El Prat de Llobregat      | Prat de Llobregat        | 66.184    |
| Granollers                | Granollers               | 64.181    |
| Cerdanyola del Vallès     | Cerdañola del Vallés     | 58.100    |
| Mollet del Vallès         | Mollet del Vallés        | 52.283    |

Kleinste Gemeinde ist Sant Jaume de Frontanyà mit 26 Einwohnern.